# ساندرا فاغنر
ساندرا فاغنر (بالألمانية: Sandra Sachse)‏ (و. 1969  م) هي نبالة ألمانية، شاركت في الألعاب الأولمبية الصيفية 2000، ونبالة في الألعاب الأولمبية الصيفية 1996 – فريق سيدات ‏، والألعاب الأولمبية الصيفية 1996، ونبالة في الألعاب الأولمبية الصيفية 2000 – فريق سيدات ‏.

## روابط خارجية
- ساندرا فاغنر على موقع الاتحاد الدولي للرماية بالسهام (الإنجليزية)
- ساندرا فاغنر على موقع اللجنة الأولمبية الدولية (الإنجليزية)
- ساندرا فاغنر على موقع أوليمبيديا (الإنجليزية)